# Truro (Anglia)

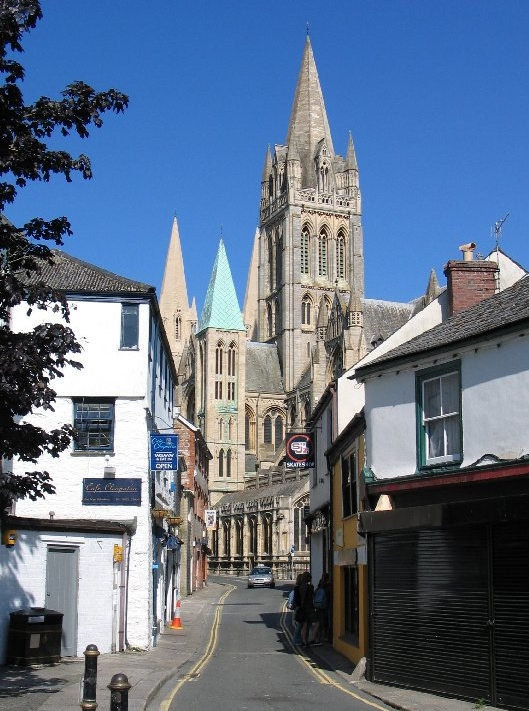
Trurói székesegyház

Truro (korniul Truru) az egyetlen city státuszú város Cornwallban. Ez a terület közigazgatási központja és Nagy-Britanniában a legdélebben fekvő cityje.
Neve egyes elképzelések szerint a korni tri-veruból származik, melynek jelentése: három folyó, de a legtöbb elérhető referenciamunka, mint az Oxfordi és Cambridge-i Angol Helységnevek Szótára nem fogadja el ezt az álláspontot. A legjobb esetben is a Tru- rész jelentése lehet "három", de ez is kétséges. A korni helységnevekkel foglalkozó szakértő, Oliver Padel ezt írja A Popular Dictionary of Cornish Placenames (1988) című könyvében: a "három folyó" jelentés lehetetlen.
A város fontos hellyé nőtte ki magát a kereskedelemben, amit elsősorban kikötőjének köszönhet. Később a bányaipar központja lett. Ma Truro közigazgatási, kereskedelmi és pihenőközpont. Lakossága 20 920 fő.
A város 1910-ben elkészült székesegyházáról, macskaköves utcáiról, köztereiről és a György-kori épületeiről ismert. Itt áll a Royal Cornwall Museum, a Hall for Cornwall, a helyi bíróság és a tanácsháza, ami II. kategóriájú védett épület.

## Földrajza

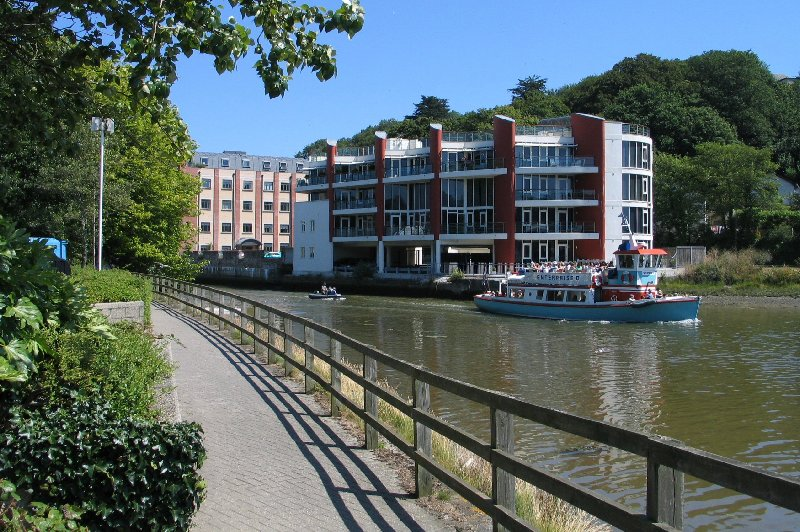
A Truro folyó és az Enterprise Boats flotta egyik hajója, mely utasokat szállít Falmouthba.

Truro Cornwall közepén fekszik, körülbelül 14 km-re a déli parttól, a Kenwyn és az Allen összefolyásánál, ahonnan Truro néven folytatja útját. A város egy völgyben fekszik, melyet nyugaton, északon és keleten hegyek, délen a folyó határol. A meredek völgy, amiben Truro fekszik, és a magas csapadék valamint a tavaszi árapály a Fal folyón mind fontos szerepet játszott az 1988-as árvízben, mely nagy károkat okozott a városközpontnak. Azóta védőgátakat emeltek a város köré, amelynek része egy duzzasztógát a Kenwynt New Millnél és egy gát a Truro folyón, hogy megelőzzék a jövőbeni károkat.
A várost számos védett természeti terület veszi körül, mint például a történelmi parkövezet Pencalenicknél és a festői szépségű Trelissick-kert és a Truro folyón lejjebb a Tregothnan. A várostól délkeletre fekvő egyik területet, amely magában foglalja Calenick Creeket, az egyedülálló természeti szépségek közé választottak.
Truro nagyrészt sejtmagszerűen nőtt és fejlődött a történelmi központ körül. Egyetlen területen, az A390-es út mellett alakult ki vonal alakú fejlődés nyugati irányba, Threemilestone felé. Ahogy nőtt a város – a többi hasonló településhez hasonlóan – számos települést magához csatolt, így kertvárosokká vagy nem hivatalos körzetekké alakította őket. Ezek közé tartozik északon Kenwyn és Moresk, keleten Trelander, délen Newham és nyugaton Highertown, Treliske és Gloweth.

## Történelme
Az első írásos nyomai és régészeti leletek egy állandó településnek Truro helyén a normann időkből származnak. A XII. században II. Henrik uralkodása idején Richard de Luci, Anglia főbírája a szolgálataiért kapott cornwalli földön kastélyt építtetett, és a két folyó közé embereket telepített.
A XIV. század elejére Truro fontos kikötővárossá fejlődött. Ezt elsősorban a támadó seregektől messze fekvő elhelyezkedésének köszönheti. Emellett itt volt a halászat és a bányászat központja is. Itt vizsgálták meg a bányavidéken kitermelt ónt és rezet, s minőségük szerint osztályozták őket. Azonban a pestis gyorsan elérte a területet, ami a kereskedelmi forgalom hanyatlását okozta. Ennek az lett az eredménye, hogy a lakosság még inkább elhagyta Trurot, s így szinte kihalt a település.
A kormányzat segítségével visszatért a kereskedelem a városba, és a Tudorok koráig ígéretesen fejlődött. 1589-ben nyerte el az önkormányzóságot, amit I. Erzsébet bullába foglalt. Innentől a város polgármestert választhatott, és elnyerte Falmouth feletti ellenőrzési jogot.
A XVII. századi polgárháború idején egy ütőképes csapatot állított fel Truro, mellyel a királypártiakat támogatta. Itt egy királyi pénzverdét is felállítottak, amit 1646-ban, mikor a parlamenti seregek megtámadták a várost, Exeterbe költöztettek. A következő csüggesztő esemény az volt, mikor Falmouth kiváltságlevelet kapott, mellyel az ő birtokába utalták a kikötőt. Ezzel a két város között hosszú csatározások sora kezdődött el. A vitát 1709-ben azzal zárták le, hogy a Fal folyó feletti ellenőrzést megosztották a két város között.
Truro a XVIII. és a XIX. században látványosan fejlődött. Ideköltözött az ipar, amit a város elsősorban a fejlett bányászati technikának és az ón valamint a réz magas árának köszönhet. Így hamarosan gazdag bányatulajdonosok telepedtek itt meg. Elegáns György- és Viktória-korabeli városi házakat építettek. Ilyeneket ma a helyi körzet parlamenti képviselőjéről és bányacézárról elnevezett Lemon Streeten lehet látni. Így Truro lett a megye felsőosztályának központja, s ettől fogva "Cornwalli Londonnak" hívták.

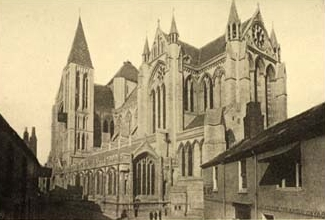
A székesegyház 1905-ben, a templomtornyok befejezése előtt.

Ezek alatt a virágzó évek alatt Truro társadalmi központtá is fejlődött, és sok híres ember származik innét. Az egyik leghíresebb helybéli Richard Lander felfedező volt, aki megtalálta a Niger folyó forrását. Ezért a Royal Geographical Society először neki adott aranyérmet. Itt tanult Humphry Davy, a bányászlámpa feltalálója, és a Boscawen Streetről jött Samuel Foot színész, drámaíró.
Truro jelentősége a XIX. században tovább nőtt, s saját vaskohója, fazekas- és tímárműhelyei voltak. Az 1860-as években elérkezett ide is a Nagy Nyugati Vasút, mely Londonból közvetlen közlekedési lehetőséget biztosít. 1876-ban bocsátották ki a truroi püspökség megalapításáról. Ezután elkezdték építeni a katedrálist. A következő évben Viktória királynő city rangra emelte a várost.
A XX. század eleje a bányászat hanyatlását hozta, de a város fejlődésében nem okozott törést, mert a régi kereskedelmi szerepe és a megye központjának a funkciója került előtérbe. Manapság is Truro Cornwall kiskereskedelmi központja, de több más városhoz hasonlóan a helyi speciális kisboltok átadják helyüket a nemzeti áruházláncoknak, s ezzel csökken a város önazonosság-tudata, és kétséges, hogyan lesz képes a jelenlegi növekedési ütemet a jövőben fenntartani.

## Kultúra

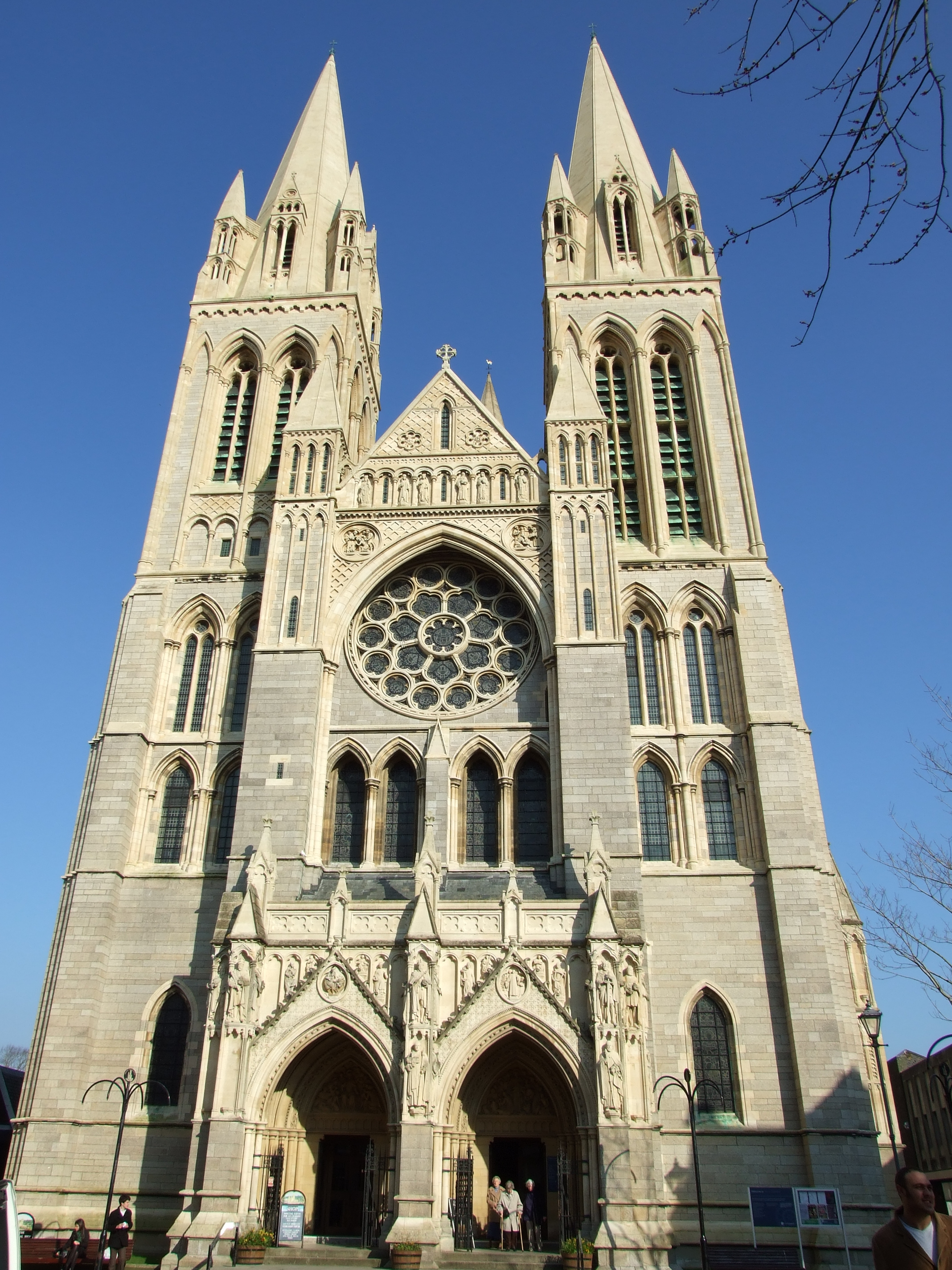
A székesegyház nyugati homlokzata

### Látnivalók
Truro legelismertebb látványossága a neogótikus stílusban John Loughborough Pearson tervei alapján épült katedrális, melynek legmagasabb tornya 76 méterrel emelkedik a város fölé. 30 évig, 1880-tól 1910-ig, a régi Szent Mária templom helyére épült, melyet 600 évvel ez előtt készítettek. A György korára jellemző építészeti stílus rajongói bőven el vannak látva a városban. A Walsingham Place és a Lemon Street szélét abból a korból származó előkertes sorházak és belvárosi emeletes házak szegélyezik. Gyakran mondják a városra, hogy Bath-től nyugatra ez a György korabeli építészet legszebb példája.
A helyiek számára az egyik vonzerő a számos bolt. Truroban számos áruházlánc, szakbolt és piac van, ezzel is utalnak a régi piactartó városi funkcióra. A belső kialakítású Pannier piac egész évben számos kisboltnak és standokon árulónak biztosít helyet. A városban népszerűek az étkezést biztosító helyek, mint a kávézók és a bisztrók. Mindezek mellett az éjszakai életnek is kedvelt helyszíne, amiről a számos bár, klub és étterem gondoskodik. Szintén híres az itt lévő Hall for Cornwall, mely előadásoknak és szórakoztató programoknak biztosít helyszínt.
A Royal Cornwall Museum a legrégebbi és legszínvonalasabb múzeuma a megyének. Kiállítások szólnak a korni kultúráról és történelméről. Széles választéka van a bemutatott tárgyaknak. Megtalálható itt régészeti, művészeti és földtani bemutató is. Az itteni híresebb parkok és közterek közé tartozik a Victoria Gardens, a Boscawen Park a Daubuz Moors.

### Rendezvények

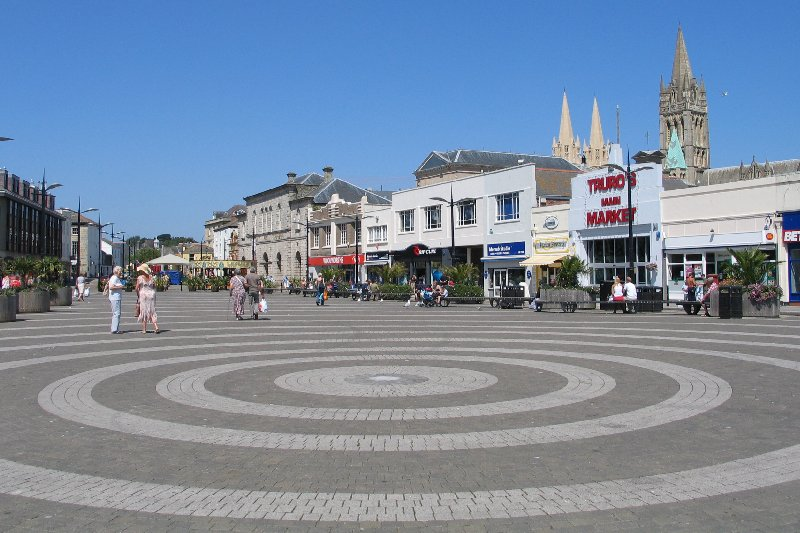
A Lemon Quay

A Lemon Quay-nél lévő tér az események fő helyszíne. Truroban itt egész évben változatos programok várják a turistákat.
Áprilisban a város a Britain in Bloom versenyre készül. Ilyenkor sok virágot és lógó kosarat helyeznek el városszerte. Kontinentális piacot is tartanak, ahova Európa több országából érkeznek árusok, s itt ételeket vagy saját gyártású tárgyakat árulnak. A legtöbben Franciaországból, Spanyolországból, Olaszországból, Németországból, Belgiumból, Hollandiából és Görögországból érkeznek.
Truroi Városi Karnevál mindig szeptember egyik hétvégéjén zajlik. Ilyenkor általában különböző művészeti és zenei előadások, gyermekjátszóházak, tűzijáték, étel- és italkóstolás, cirkusz és parádé van a városban. Szeptemberben félmaratoni futóversenyt rendeznek, amin több százan szoktak részt venni. Ekkor a városközpontból Shortlanesend felé futnak, majd visszafordulnak, s a cél a Lemon Quayon van.
Karácsony időszaka idején a városban Téli fesztivált tartanak, amiben van egy lampionos felvonulás is, amit a Fények Városa eseményként ismernek. A Piazzán és a High Crossnál lévő katedrálisnál karácsonyfát állítanak. A karácsony bevilágítja a városközpontot, mintha csak egy kapcsold be esemény lenne. Speciális termékek, késő éjszakába nyúló vásárlás, különböző események a katedrálisnál, újévkor tűzijáték.
Azt is bejelentették, hogy Cornwall első büszkeség-felvonulását augusztus 24-én tartják Truróban. Az ez évi büszkeségnek a színházi világ lesz a témája.
A délutáni parádé után Truróban lesznek más események is, este pedig szórakoztató műsorokat fognak előadni. A Cornwalli Büszkeség elnöke, Christian Diamant a következőket mondta: "Az esemény alapja annak a ténynek az ünnepélése, hogy Cornwall azért jó hely, mert nem mindenki fehér, nem mindenki heteró, és Cornwall rosszabb lenne, ha minden egyforma lenne. "
2007 februárjában ellentét alakult ki a Kelta Liga és az Angol Demokraták pártja között, mikor utóbbiak meg akarták ünnepelni a városban Anglia védőszentjének, Szent Györgynek az ünnepét. A kelták arra hivatkoztak, hogy ez inkább egy korni város, mintsem angol.

### Sport
Egy ideig Truro volt az első osztályú rögbicsapat, a Cornish Pirates otthona, miután Penzance-ból elköltözött. A csapat központja azonban most Camborne-ban van, míg az új stadion építéséről folynak az egyeztetések. Itt van a Truro City FC labdarúgócsapat székhelye is, amely az angol hatodik osztályban érdekelt. A csapatra először 2007-ben figyelt fel az ország, amikor az AFC Totton ellenében abszolválta az FA Vase-t, az új Wembley Stadionban. Ez volt itt a második döntő, aminek a végeredménye 3:1 lett. Ezzel ez a csapat nyerte meg a címet elsőként Cornwallból. A városban van még relaxációs központ, golfpálya, krikettezési és teniszezési lehetőség.

### Média
Truro Cornwall helyi médiájának központja. A országszerte terjesztett heti újság – a The West Briton – központja a városban van, és ez látja el olvasóit a város és Közép-Cornwall híreivel. Szintén a város biztosít helyet a megyeszerte fogható BBC Radio Cornwall és az ITV News nyugati regionális hírcsatornájának, a Westcountry Live-nak.

### Lásd még
- Hall for Cornwall

## Népessége és gazdasága

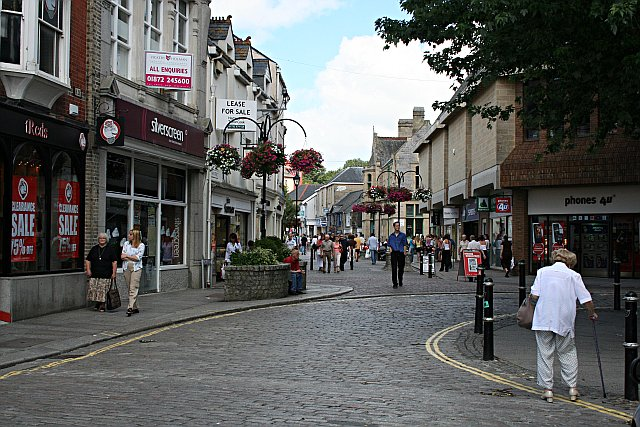
Vasárnap reggel a Pydar Streeten

Truro a legismertebb település Cornwallon belül, mivel ide jön a legtöbb turista és kikapcsolódni vágyó, valamint ez a megye közigazgatási központja. terület negyedik legnépesebb települése. Ezen felül népességének növekedése Cornwall egészéhez hasonló, 1971–1998 között 10,5%-kal nőt a lakosság.
Megközelítőleg 22.000 elérhető munkahely van a városban. A város legnagyobb munkáltatói a Royal Cornwall Hospital, Cornwall Megyei Tanács, a Carrick Területi Tanács és a Truro College. Nagy a különbség az itteni álláshelyek és a gazdaságilag aktív népesség száma között, ami 8500-ra tehető. A nagy különbség az oka a gyakori csúcsforgalomnak, amit a munkahelyre igyekvők és a hazafelé menők okoznak. A keresetek átlaga a cornwalli fölött van.
A házak árai Truroban mindig magasak, 8%-kal haladják meg Cornwall átlagát. Nemrég jelölték Trurot, mint a legdinamikusabb ingatlanár-emelkedést a kisvárosok között, mert 1996 óta 262%-kal drágultak a lakások. A kereslet egyre inkább növekszik, és ezzel egy időben felmerült egy igény, hogy a belvárosi ingatlanokat lakóingatlanokká alakítsák, így enyhítve a gépjárműtől való függőséget.

## Közigazgatás

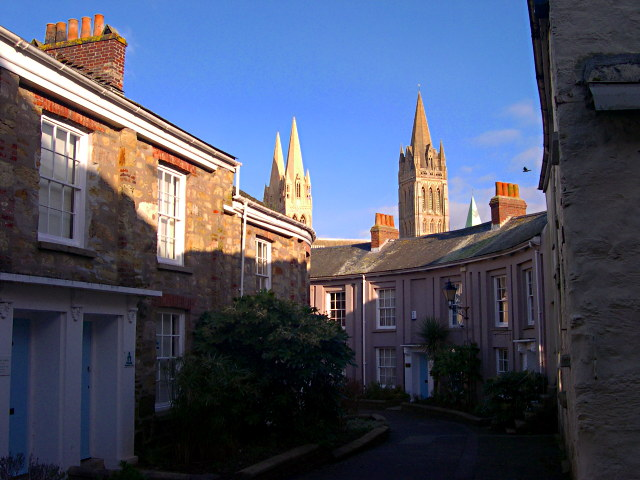
A Walsingham Place-nél emelkedő György korabeli épület

A Truroi Városi Tanács egy települési tanács, mely a városházában található, és ez a testület felelős a város kertjeinek, parkjainak állapotáért, növények ültetéséért, polgármesteri és civil programok szervezéséért, feladata a testvérvárosi kapcsolatok fenntartása és a kapcsolattartás a város lakosai valamint a Carricki Területi Tanács és a Cornwalli Megyei Tanács között. A városban négy kerület és 24 választási körzet van, ahonnét négy évre választanak területi képviselőket. A négy kerület Boscawen, Moresk, Tregolls és Trehaverne.

## Közlekedés
Truro 8 km-re van az A30-as főúttól, amit a Famouthból Penryrnen átvezető A39-es köt össze a várossal. Nyugatról az A390 öleli körbe a települést, mely Rendrush és Liskeared között fut, és csatlakozást biztosít az A38-as főúttal. Ennek útvonala Plymouthon és Exeteren át az M5-ös autópálya. Truro a legdélebben fekvő city státuszú település a szigeten, a londoni Charring Crosstól 272 km-re délkeletre fekszik.

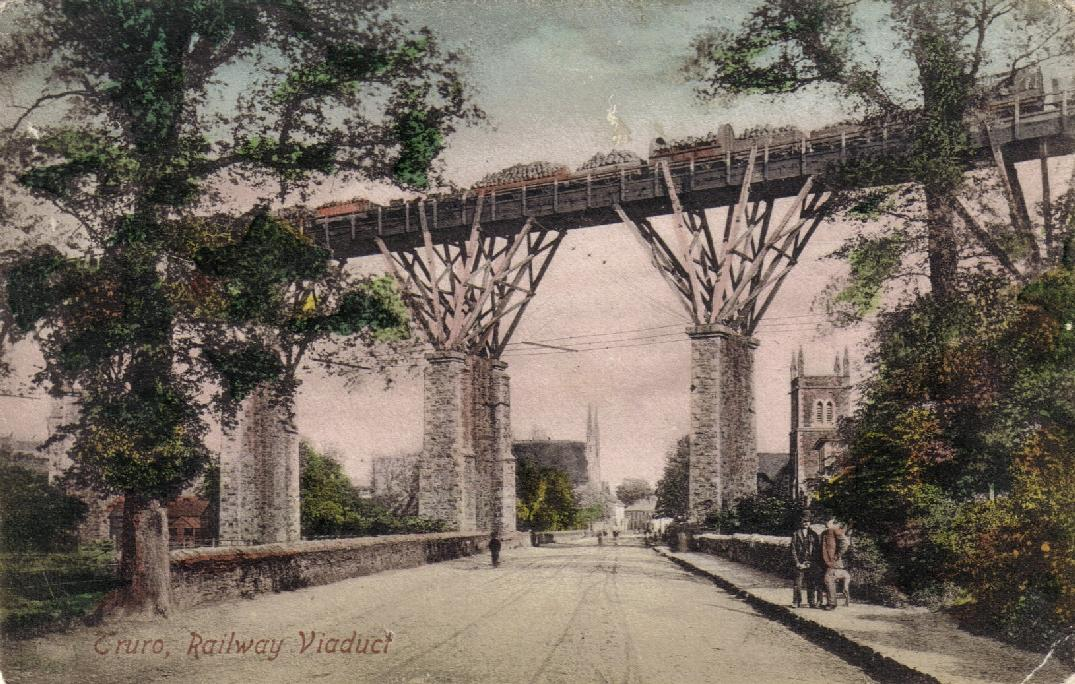
A Carvedras Viaduct

A vasútállomás pár perces sétával elérhető a városközponttól. Ez a Cornish Main Line része, mely közvetlen összeköttetést biztosít Londonnal. Az állomástól északkeletre egy 28 méter magas kőviadukt van, mely csodálatos látványt biztosít a városra, a katedrálisra, és a távolban a Truro folyóra. A viadukt – mely a leghosszabb a vonalon – az 1904-ben épült Carvedras Viaduct helyén áll. A fővonalhoz csatlakozik a truroi állomáson a Maritime Line mellékvonal, mely déli irányba Falmouthig megy.
Truro első vasútállomása Highertownban volt, amit 1852-ben a west Cornwall Railway indított, és innét mentek a vonatok Reduthba és Penzance-ba. 1855-ben Newhamnél a Truro folyóig meghosszabbították a vonalat Mikor a Cornish Railway Plymouth-szal összekötötte a vonalat, járatai a város fölött egy új állomásra érkeztek. Ekkor a West Cornwall Railway is az új állomásra terelte járatait, majd a régit ettől kezdve 1971-ig a teherszállító vonatok használták. A két állomást összekötő út most biciklis út, mely kikapcsolódási lehetőséget biztosít, és a város déli szélét mutatja meg az érdeklődőknek.
Két lokomotív viseli a város nevét: a GWR 3700 Class no. 3440 "City of Truro" gőzmozdony, és a 43-as osztályba tartozó City of truro.
A város és környéke tömegközlekedési igényeit sűrű buszhálózat szolgálja ki, melyek a Lemon Quay-i autóbusz-állomásról indulnak, s ide érkeznek. A Közép-Cornwallt ellátó Truronian székhelye szintén itt van, a nagyobb területet kiszolgáló First Groupéhoz hasonlóan. Távolsági buszokat a Truronian és a National Express üzemeltet a környéken, melyek a nagyobb városokat kötik össze az ország északibb részeivel.
Newquayi repülőtér Cornwall legnagyobb repülőtere, Trurotól 19 km-re északra fekszik. Ez az egyik leggyorsabban fejlődő regionális repülőtér az országban. A járatot üzemeltetők és az úticélok száma állandóan emelkedik. Innét el lehet jutni London Gatwick és Stansted reptereire és Németországba Düsseldorfba, valamint télen Svájcba Genfbe és Chambérybe, nyáron pedig Spanyolországba Alicantebe és Gironába Svájcban pedig Zürichbe és Franciaországba Saint-Brieuc-be.
Falmouth-szal hajóösszeköttetés is van, mely a Truro és a Falon keresztül valósul meg, naponta négy alkalommal, árapály idején. A kis flottát az Enterprise Boats, a Fal River Links részeként üzemelteti, s járatai megállnak Malpas, Trelissick, Tolverne és Dt Mawes kikötőiben.

## Oktatás
Az itteni oktatási intézmények közé tartozik:
- a Truro School, egy 1880-ban alapított magániskola
- a Truro High School for Girls, egy 3 és 16 év közötti nőknek fenntartott iskola
- a Penair School, egy 11 és 16 év közöttieket oktató állami iskola
- a Richard Lander School egy 11 és 16 közöttieket oktató állami iskola
- a St Michael's Catholic Small School egy kis méretű, egyénileg üzemeltetett koedukált iskola 3-16 éves gyermekek számára. Minden vallás előtt nyitott az iskola, azonban a korlátozott a helyek száma.
- a Truro College egy felvételire felkészítő iskola, mely a Combined Universities of Cornwall részeként működik.

## Fejlesztések

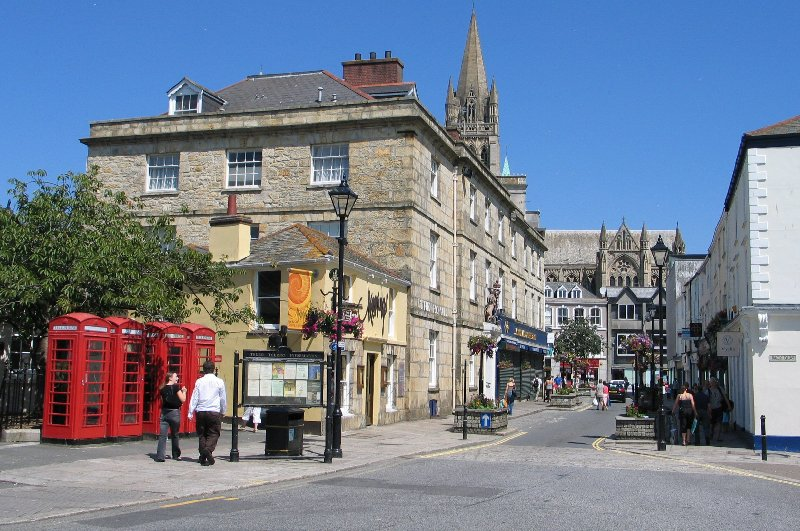
Lower Lemon Street

Truronak sok fejlesztési elképzelése és terve van. A legtöbb a legnagyobb megoldandó problémának a közlekedési dugókat és a lakóépületek hiányában látja.
A nagyobb tervek közé egy elkerülőút megépítése tartozik, mely tehermentesítené a Threemilestone-Treliske-Highertown által határolt területet, s a Green Lane-nél vagy a Molaix Avenue-nél csatlakozna a mostani útvonalhoz. Az utóbbi utat új lakóövezetté alakítanák a mostani tervek szerint. A már meglévő külvárosi parkolók bővítésének és a tömegközlekedés fejlesztésének terve is a belvárosi közlekedési viszonyok megoldását segítené.
A belvárosban is nagyobb fejlesztési munkákat terveznek, mint például a nagyobb bevásárlóutcákból kitiltanák a járműforgalmat, és megszépítenének egy sor, az 1960-as években épült egyhangú házat. A mostani Carrick és a Garras Warf területén kiskereskedelmi bevásárló-terülétetet fejlesztenek ki. Ezzel a város csúnya részeit vonzó területekké alakítják. A vízparti terület fejlesztése során új gátat is terveztek, mely a Truro folyóban tartja a vizet, s megakadályozza annak kiöntését.
Az ellenszenved kiváltó fejlesztések közé tartozik a foci- és a rögbicsapatnak tervezett új stadion, és a város golfklubjának áthelyezése, hogy azon a területen is házakat építsenek. A kisebb tervek közé tartozik két szobor felállítása a téren és a Lander Monument megvédése a természetes romlástól.

## Híres truroiak
- XVI. század

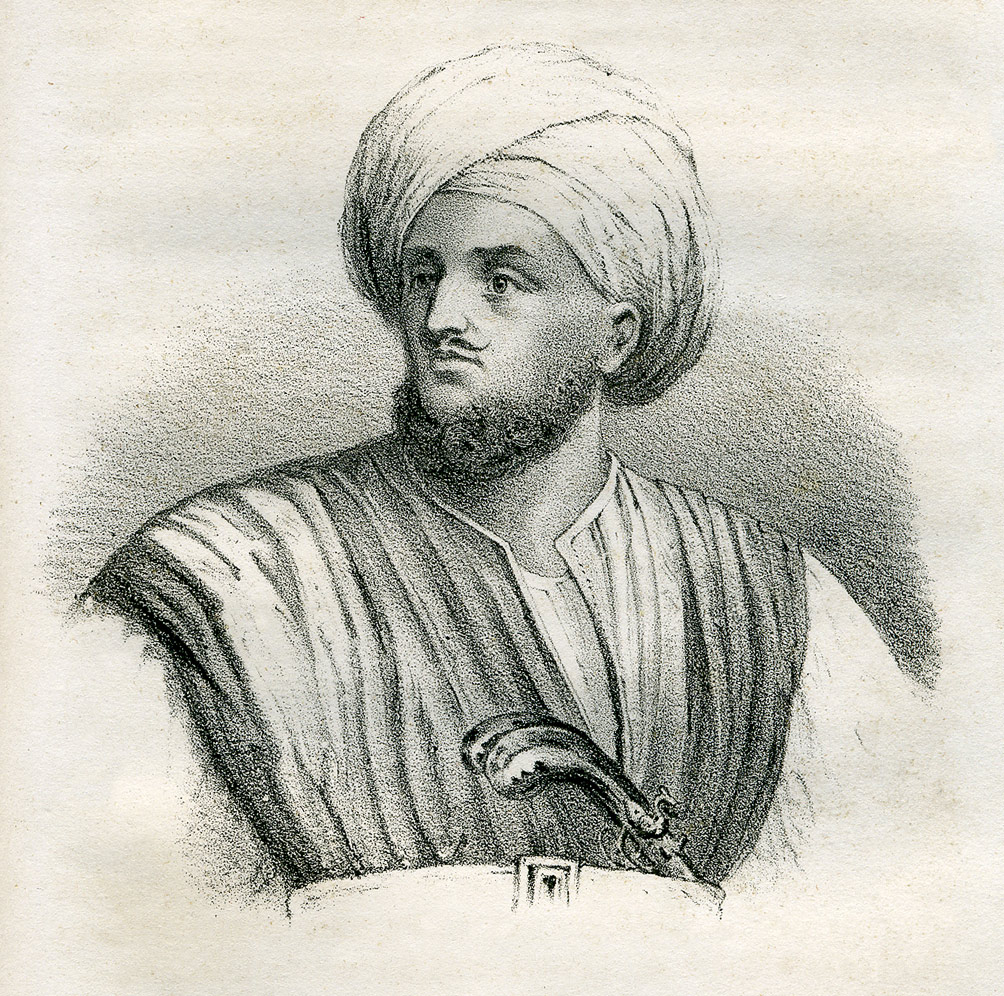
Richard Lemon Lander. A Lemon Street felső végénél áll emlékműve.

  - Giles Farnaby I. Erzsébet idejének egyik madrigalistája.
- XVIII. század
  - Edward Boscawen a királyi hadiflotta egyik admirálisa. Tiszteletére egy macskaköves utcát és egy egy parkot neveztek el róla.
- XIX. század
  - Frederic Conquer filantróp. Eredetileg Truroban született, majd Londonba költözött, ahol minden vagyonát a szegények közt osztotta szét.
  - Joseph Antonio Emidi rabszolgából lett hegedűművész
  - James Henry Fynn (néha ames Henry Finn) a Viktória rend kitüntetettje
  - Samuel Foot színész, drámaíró
  - Richard Lemon Lander Nyugat-Afrika egyik felfedezője. Egy helyi középiskola viseli a nevét, és a Lemon Street végén áll szobra.
- XX. század
  - Matthew Etherington: a West Ham United focistája
  - Henry Louis Gibson jártas az infravörös fény használatában, a mellrák diagnosztizálásában bevezette használatát.
  - Barbara Joyce West a Titanic túlélői között a második legtovább élt
  - Tom Voyce egy angol rögbijátékos, aki London Wasps csapatában és az angol válogatottban is játszik
  - Roger Meddows-Taylor a Queen együttes dobosa.
  - Robert Goddard író

## Fordítás
- Ez a szócikk részben vagy egészben  a   Truro című angol Wikipédia-szócikk ezen változatának fordításán alapul.  Az eredeti cikk szerkesztőit annak laptörténete sorolja fel. Ez a jelzés csupán a megfogalmazás eredetét és a szerzői jogokat jelzi, nem szolgál a cikkben szereplő információk forrásmegjelöléseként.